# Vysoká Pec (district de Karlovy Vary)
Pour les articles homonymes, voir Vysoká et Vysoká Pec.
Vysoká Pec (en allemand : Hochofen) est une commune du district de Karlovy Vary, dans la région de Karlovy Vary, en Tchéquie. Sa population s'élevait à 349 habitants en 2020.

## Géographie
Vysoká Pec se trouve à 4 km au nord-ouest de Nejdek, à 18 km au nord-ouest de Karlovy Vary et à 111 km à l'ouest de Prague.
La commune est limitée par Nové Hamry au nord et à l'est, par Nejdek au sud, et par Šindelová et Přebuz à l'ouest.

## Histoire
La première mention écrite de la localité date de 1590.

## Administration
La commune se compose de deux quartiers :
- Rudné
- Vysoká Pec